# Żabno (powiat chojnicki)
Żabno (kaszub. Żôbno, niem. Zabno) – wieś kaszubska w Polsce położona w województwie pomorskim, w powiecie chojnickim, w gminie Brusy.
W latach 1975–1998 miejscowość administracyjnie należała do województwa bydgoskiego.